# Kaprinsyra
Kaprinsyra eller dekansyra är en mättad fettsyra medelkedjig fettsyra (MCFA) och karboxylsyra. I förening med glycerol förekommer den i olika fettämnen, till exempel i smör och kokosfett. Dess formel är CH3(CH2)8COOH. Salter och estrar av dekansyra kallas kaprater eller dekanoater. Termen kaprinsyra härrör från latinets " kapris / capra " (get) eftersom den svettiga, obehagliga lukten av föreningen påminner om getter. Den är vid rumstemperatur fast och smälter vid 31,4 °C.

## Förekomst
Kaprinsyra förekommer naturligt i kokosfett (ca 10 procent) och palmkärnolja (ca 4 procent), annars är den ovanlig i typiska fröoljor. Den finns i mjölk från olika däggdjur och i mindre utsträckning i andra animaliska fetter.
Två andra syror är uppkallade efter getter: kapronsyra (en C6:0-fettsyra) och kaprylsyra (en C8:0-fettsyra). Tillsammans med kaprinsyra utgör dessa totalt 15 procent i getmjölksfett.
Kaprinsyra finns i förening med amylalkohol i finkelolja. 

## Produktion
Kaprinsyra kan framställas från oxidation av den primära alkoholdekanolen genom att använda kromtrioxid (CrO3)-oxidant under sura förhållanden.
Neutralisering av kaprinsyra eller förtvålning av dess triglyceridestrar med natriumhydroxid ger natriumkaprat, CH3(CH2)8CO−2Na+. Detta salt är en komponent i vissa typer av tvål.

## Användning
Kaprinsyra används vid tillverkning av estrar för konstgjorda fruktsmaker och parfymer. Det används också som en mellanprodukt i kemiska synteser. Det används i organisk syntes och industriellt vid tillverkning av parfymer, smörjmedel, fetter, gummi, färgämnen, plaster, livsmedelstillsatser och läkemedel.

### Läkemedel
Kapratester prodroger av olika läkemedel finns. Eftersom kaprinsyra är en fettsyra, kommer bildning av ett salt eller en ester med ett läkemedel att öka dess lipofilicitet och dess affinitet för fettvävnad. Eftersom distributionen av ett läkemedel från fettvävnad vanligtvis är långsam, kan man utveckla en långtidsverkande injicerbar form av ett läkemedel (kallad depåinjektion) genom att använda dess kapratform. Några exempel på läkemedel tillgängliga som en kapratester är nandrolon (som nandrolondekanoat), flufenazin (som flufenazindekanoat), bromperidol (som bromperidoldekanoat), och haloperidol (som haloperidoldekanoat).

## Effekter
Kaprinsyra fungerar som en icke-kompetitiv AMPA-receptorantagonist vid terapeutiskt relevanta koncentrationer, på ett spännings- och subenhetsberoende sätt, och detta är tillräckligt för att förklara dess kramphämmande effekter. Denna direkta hämning av excitatorisk neurotransmission av kaprinsyra i hjärnan bidrar till den antikonvulsiva effekten av MCT ketogen diet. Dekansyra och AMPA-receptorantagonistläkemedlet perampanel verkar på separata platser på AMPA-receptorn, och det är därför möjligt att de har en samverkande effekt på AMPA-receptorn, vilket tyder på att perampanel och den ketogena kosten kan vara synergistiska.
Kaprinsyra kan vara orsak till den mitokondriella proliferationen i samband med den ketogena kosten, och att detta kan ske via PPARy-receptoragonism och dess målgener involverade i mitokondriell biogenes. Komplex I-aktiviteten i elektrontransportkedjan förhöjs avsevärt genom behandling med kaprinsyra.
Det bör dock noteras att oralt intagna medellångkedjiga fettsyror skulle brytas ned mycket snabbt av first-pass metabolism genom att tas upp i levern via portvenen och metaboliseras snabbt via koenzym A-mellanprodukter genom β-oxidation och citronsyracykeln för att producera koldioxid, acetat och ketonkroppar. Huruvida ketonerna, β-hydroxibutyraten och acetonen har direkt kramphämmande aktivitet är oklart.